# 山𤟤
山亦稱𤟤子，中国古代传说中的狗。有人脸，见人则笑，其行如风。出现会风灾。。